# Zvi Yehuda Kook
Zvi Yehuda Kook (in ebraico צבי יהודה קוק‎?; Zaumel, 23 aprile 1891 – Gerusalemme, 9 marzo 1982) è stato un rabbino e educatore russo, sionista ebreo. 
Leader del movimento sionista religioso, è stato Rosh Yeshiva (direttore) della yeshiva Mercaz HaRav. Figlio del Gran Rabbino Abraham Isaac Kook e chiamato in onore del suo zio materno, Rabbi Zvi Yehuda Rabinowitch Teomim.

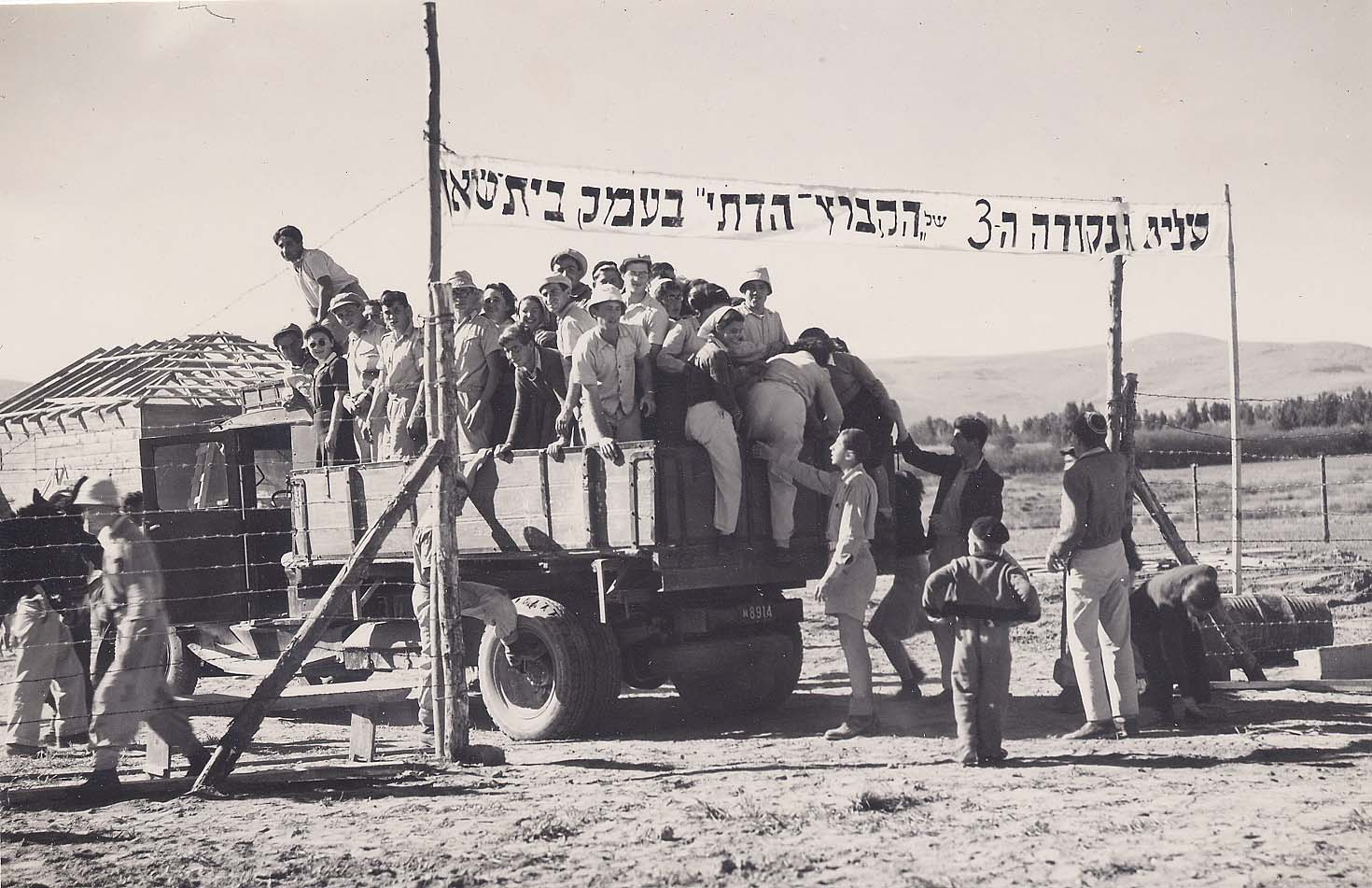
Pionieri sionisti religiosi fondano il Kibbutz Ein HaNatziv, 1946

## Sionismo religioso
I suoi insegnamenti sono in parte responsabili del movimento moderno di insediamento religioso in Giudea e Samaria. Molti dei suoi seguaci ideologici del movimento religioso sionista vi si sono stabiliti.
Sotto la guida di Kook, con il suo centro nella yeshiva fondata dal padre a Gerusalemme - la scuola talmudica Mercaz Harav - migliaia di ebrei religiosi hanno lottato attivamente contro un compromesso territoriale e hanno istituito numerosi insediamenti in tutta la Cisgiordania e Striscia di Gaza, fondando anche il Gush Emunim. Molti di questi insediamenti sono stati successivamente riconosciuti ufficialmente dal governo di Israele, sia di destra che di sinistra.